# 美洲角海葵
美洲角海葵（学名：Cerianthus americanus）为角海葵科角海葵属的动物。分布于澳大利亚、西太平洋沿岸，包括渤海、黄海、东海、南海沿海等海域。